# 公民保守黨
公民保守黨是斯洛伐克中間偏右自由保守主義政黨。該黨在2010年斯洛伐克議會選舉與橋黨組成聯盟，拿下4席。
公民保守黨在2001年11月脫離民主黨（Demokratická stranam DS）成立。該黨需與其他中間偏右政黨組成選舉聯盟，如基督教民主運動、斯洛伐克保守民主黨（Konzervatívni demokrati Slovenska, KDS）。他們的最佳成績是2009年歐洲議會選舉與斯洛伐克保守民主黨結盟，拿下2.1%的選票。公民保守黨在2010年斯洛伐克議會選舉與橋黨結盟，首度獲得議會席次。
公民保守黨是歐洲保守改革聯盟成員。

## 歷史
公民保守黨是由原民主黨國民議會議員在2001年11月10日成立。 民主黨最初提出與公民保守黨、自由民主聯盟合作參選2002年議會選舉，但最後決定與斯洛伐克民主與基督教聯盟合作。公民保守黨試圖與基督教民主運動、匈牙利族聯盟黨推出聯合名單，但失敗。最後，公民保守黨獨自參選，得票率僅0.32%。
2002年地方選舉，該黨贏得兩名市長寶座，以及20席地方議員。2003年7月，該黨與英國保守黨、波蘭法律與公正黨、捷克公民民主黨簽署「布拉格呼籲」（Prague Appeal）。
公民保守黨支持基督教民主運動候選人 弗朗季謝克·米克洛什科 參選2004年斯洛伐克總統選舉。Mikloško 是少數非前捷克斯洛伐克共產黨黨員的參選人，得票率6.51%，名列第五。2004年歐洲議會選舉，該黨唯一參選人 Peter Osuský 得票率達1%。
2005年州選舉，該黨拿下三席州議員。
2006年議會選舉，公民保守黨提議與基督教民主運動推出共同名單，但遭拒絕。該黨因此需繳500,000斯洛伐克克朗當作參選費用。2006年3月，該黨成員 Ondrej Dostál 向斯洛伐克憲法法院提出訴願。前斯洛伐克憲法法院院長 歐內斯特·瓦爾科 和前衛生部長 魯道夫·扎亞克 進入該黨選舉名單。公民保守黨最終得票率0.27%。
2009年州選舉，該黨拿下4席州議員。

### 議會政黨
2010年議會選舉，14名公民保守黨成員進入橋黨政黨名單。他們強烈定義自己為反左派民族主義聯盟。四名成員當選國會議員，讓公民保守黨自2002年以來首度進入國民議會。橋黨進入中間偏右執政聯盟，獲得公民保守黨支持，但該黨並未加入執政聯盟。
8月，該黨反對政府的稅務改革，要求關閉稅務漏洞和削減政府支出以降低稅率。  2010年10月，Peter Zajac 要求批評內政部長 丹尼爾·利普希奇和其他官員的檢察總長 Dobroslav Trnka 下台，認為他不尊重法律、人權和匈牙利族。 該黨支持改變具爭議的國家語言法，但該黨成員 Ondrej Dostál 表示尚未達到可使用少數族群語言的地步。
2011年3月，該黨反對政府計畫增加自僱稅率，提出由削減政府支出以降低工資稅。 4名該黨議員提議限制政府在私有土地上建造高速公路。
2011年10月，公民保守黨反對政府對歐洲金融穩定基金的承諾。František Šebej 退出公民保守黨，加入橋黨。 在政府垮台後，該黨試圖再與橋黨合作參選2012年議會選舉，但遭拒絕。  數名公民保守黨成員將加入普通人黨（Ordinary People）政黨名單。

## 意識形態
公民保守黨提倡尊重各個宗教、種族和國籍。他們追求源自人們生活在世上之內在需求的保守價值。
該黨自認是改革政黨，反對：
- 各種社會工程
- 極權主義與獨裁
- 歷史和現今價值相對主義

該黨尊重做為民族文化、認同一部份的歷史記憶，反對專制、共產、法西斯。
公民保守黨表示其目標是追求歐洲保守價值制度。如一致性、準確性、公平、誠實、可敬、團結、遵守書面和非書面條約與協議。T

## 外部連結
- 官方網站
- 公民保守黨網路廣播